# Lescovița, Caraș-Severin
Lescovița (sârbă Лесковица) este un sat în comuna Naidăș din județul Caraș-Severin, Banat, România.

## Legături externe

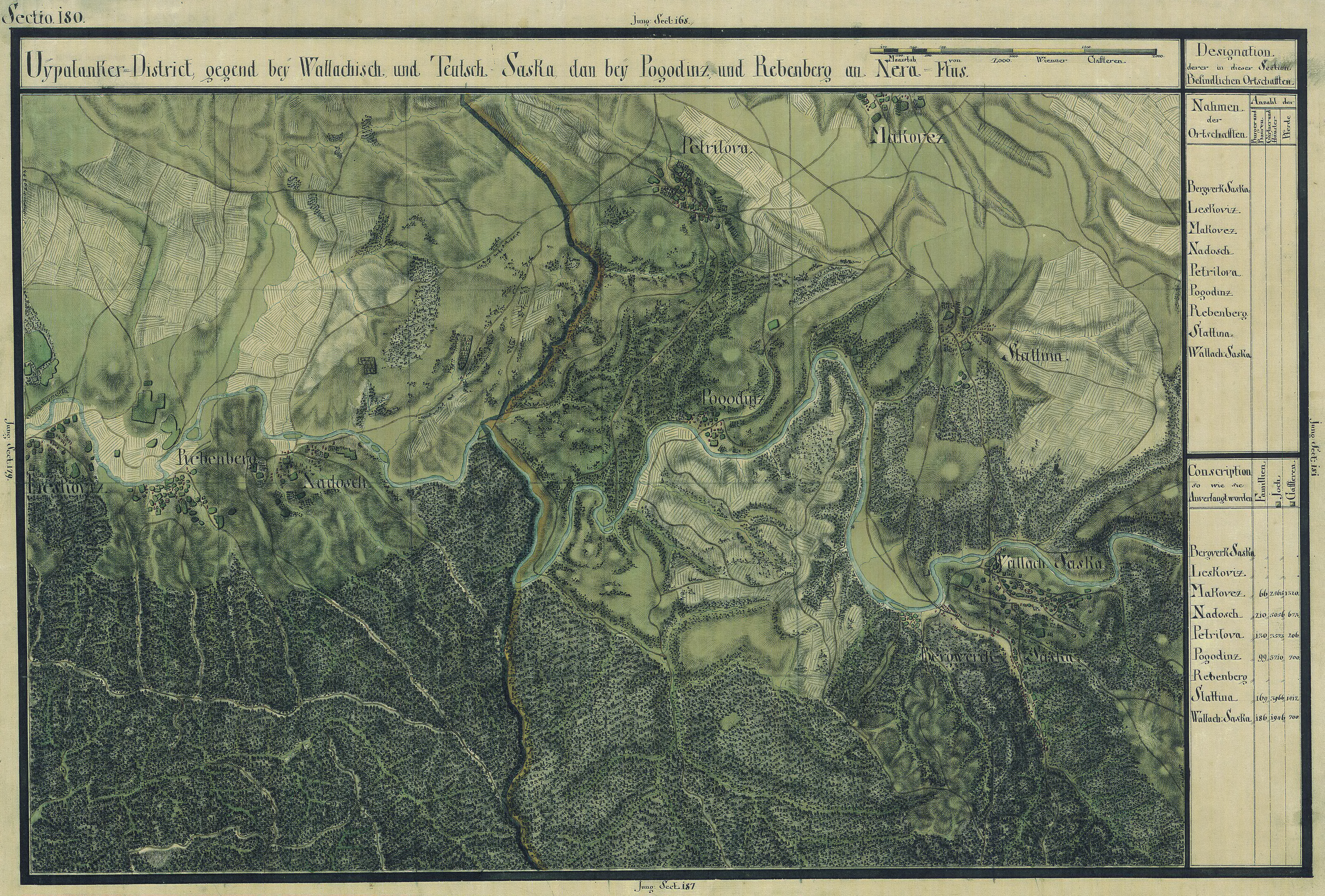
Lescovița în Harta Iosefină a Banatului, 1769-72